# 김한길 (축구 선수)
김한길(金한길, 1995년 6월 21일 ~)은 대한민국의 축구 선수로서 포지션은 미드필더이다. 현재 K리그1의 광주 FC 소속이다.

## 클럽 경력
2017시즌을 앞두고 아주대학교를 졸업하고 K리그1의 FC 서울에 입단했다.
2020시즌 여름 이적시장에서 K리그2의 전남 드래곤즈로 이적했다.

## 참고 자료
- 아주대 김한길, 책을 잡은 뒤 모든 게 달라졌다